# لوسدرخت
لوسدرخت (به هلندی: Loosdrecht) یک منطقهٔ مسکونی در هلند است که در ویده‌میرن واقع شده‌است.